# Hethe
Hethe är en ort och civil parish i Storbritannien.   Den ligger i grevskapet Oxfordshire och riksdelen England, i den södra delen av landet, 90 km nordväst om huvudstaden London. Hethe ligger 110 meter över havet och antalet invånare är 279.
Terrängen runt Hethe är platt. Runt Hethe är det ganska tätbefolkat, med 199 invånare per kvadratkilometer. Närmaste större samhälle är Banbury, 18,1 km nordväst om Hethe. Trakten runt Hethe består till största delen av jordbruksmark.